# Ostrava-Stodolní (železniční zastávka)
Ostrava-Stodolní je železniční zastávka pojmenována podle nedaleké Stodolní ulice v Ostravě. Z této zastávky je do Stodolní ulice vybudován podchod. Zastávka leží v km 2,227 trati Ostrava – Valašské Meziříčí. Nachází se v obvodu stanice Ostrava hlavní nádraží.

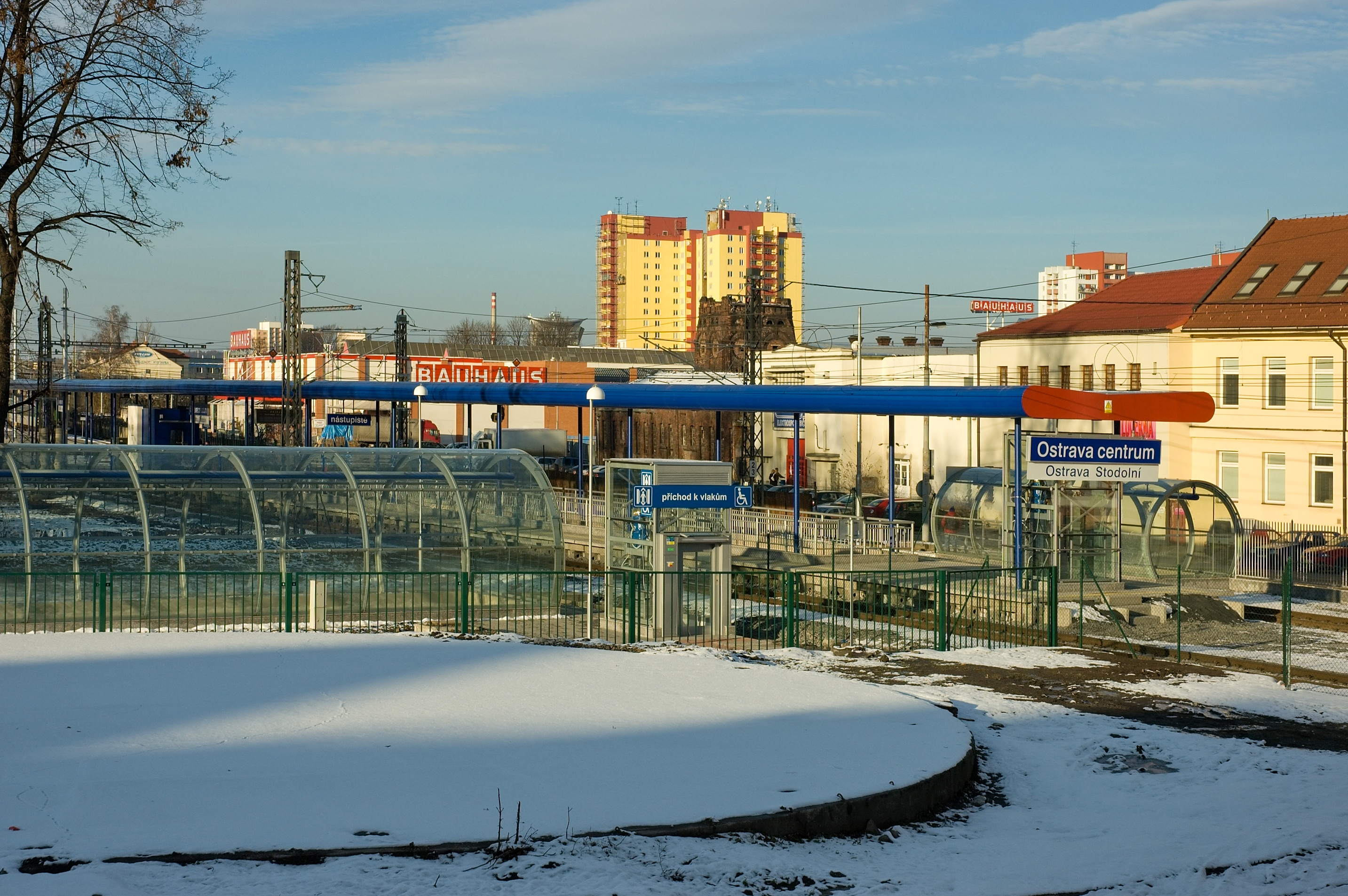
Zastávka Ostrava centrum krátce po otevření

V roce 2018 zde pravidelně zastavovaly  vlaky dopravců České dráhy a RegioJet..

## Historie
Zastávka byla uvedena do provozu 22. listopadu 2007 pod názvem Ostrava centrum. Od 15. června 2008 nese název Ostrava-Stodolní.

## Popis zastávky
V zastávce je ostrovní nástupiště, které je umístěno mezi spojovacími kolejemi č. 91 a 92 (pro cestující jsou označeny čísly 1 a 2) v obvodu Ostrava báňské nádraží VOK. Nástupiště má dvě nástupní hrany o délce 200 m, výška nástupní hrany je 550 mm nad temenem kolejnice.
Přístup na nástupiště je pomocí podchodu a výtahů. Zastávka je vybavena hlasovým a vizuálním informačním systémem pro cestující INISS, který ovládá staniční dozorce Ostrava střed.

## Služby
- Vnitrostátní pokladní přepážka
- Platba v eurech
- Integrovaný dopravní systém
- Zastávka MHD (trolejbus)
- Veřejné parkoviště
- Aktivace karty ČD[6]

## Přístupnost stanice
Přístup do budovy železniční zastávky je bezbariérový včetně bezbariérového přístupu k pokladní přepážce. Bezbariérový přístup je zajištěn na všechna nástupiště. Zastávka je vybavena pro zrakově postižené (vodící linie).